# Orania glauca
Orania glauca är en enhjärtbladig växtart som beskrevs av Frederick Burt Essig. Orania glauca ingår i släktet Orania och familjen Arecaceae.
Artens utbredningsområde är Papua Nya Guinea. Inga underarter finns listade i Catalogue of Life.